# Det stora beslutet
Det stora beslutet (engelska: The Big Decision) är en brittisk realityserie från 2010. Programmet går ut på att den brittiske miljardären och affärsmannen Sir Gerry Robinson i varje program får välja mellan två företag att investera i. Båda företagen befinner sig på ruinens brant varför hans beslut avgör vilket av företagen som överlever och vilket som går i konkurs. 